# ويليام هارفي (لاعب كريكت)
ويليام هارفي (بالإنجليزية: William Harvey)‏ (17 يناير 1810 - 7 مايو 1883 في المملكة المتحدة) هو لاعب كريكت بريطاني (وحمل سابقاً جنسية المملكة المتحدة لبريطانيا العظمى وأيرلندا).